# Alfiano Natta
Alfiano Natta är en ort och kommun i provinsen Alessandria i regionen Piemonte i Italien. Kommunen hade 779 invånare (2018).